# Ворожб'янська сотня
Ворожб'янська сотня – адміністративно-територіальна та військова одиниця Сумського полку. Центр – слобода Ворожба (тепер місто Ворожба Білопільського району Сумської області). 

## Історія
Заснована українськими переселенцями 1672 на річці Ворожба, притоці річки Вир басейну річки Сейм. У 1750-1770-х рр. до сотні  приписані села Климівка та Проруб, що згодом увійшли до складу міста Білопілля. 
Сотня відома своєю тривалою боротьбою з путивльськими поміщиками за землю та щільними зв'язками із старшинськими козацькими родами Гетьманщини, зокрема й Гетьманом Іоанном Мазепою.  
Ліквідована 1765 коли Московія анексувала Слобідську Україну.

### Сотники ворожбянські
- Куколь Степан (?-1685 – 1698-?);
- Іскрицький Григорій (Дмитро) Васильович (? – загинув 08.06.1708) – шляхтич, батько якого нобілітований універсалом Яна Казиміра у 1659 р.
- Доценко Олексій (на 1732 – в абшиті);
- Іскрицький Василь Григорович (?-1732-?);
- Іванов Данило (?- 1751 – 1755-?);
- Куколь-Яснопольський Федір (мол.) (27.11.1755-1765).

### Старшини
- Чернявський Федір (?-1685-1691-?) – городовий отаман Ворожби; відомий його тестамент, складений у 1722 р.